# Giggi il bullo
Giggi il bullo è un film italiano del 1982 diretto da Marino Girolami al suo ultimo film, ispirato dalla macchietta "Giggi er Bullo" di Ettore Petrolini.

## Trama
Giggi è un giovanotto dall'indole ribelle e scapestrata che vive con la madre a Roma nel rione Trastevere. Il ragazzo cerca di fare il duro ma si caccia solo nei guai, coinvolgendo anche i suoi amici; tra le sue avventure che compongono una sua giornata c'è una discussione con un commissario di polizia che lo arresta per oltraggio a pubblico ufficiale facendolo finire in una camera di sicurezza con un vagabondo tormentato dalle piattole; dopodiché si finge protettore di una prostituta veneta venendo successivamente malmenato dagli scagnozzi del vero protettore di prostitute del Gianicolo; un'altra volta induce due bambini, figli di un macellaio benestante, a vendere i loro libri di scuola ai semafori, finché il macellaio non li scopre e non castiga Giggi appendendolo ad un gancio nella sua macelleria per tutto il giorno; infine si spaccia per gigolò e si scontra con due becchini. Alla fine il suo riscatto arriva quando vince con l'amica Raffaella una gara di ballo, dove riesce anche a malmenare il rivale Peppe.

## Produzione
Nel film compare un giovane Peppe Vessicchio nel ruolo dell'autista del carro funebre. Sarà la sua unica apparizione cinematografica, almeno fino ad oggi.

## Distribuzione
Il film è stato distribuito nelle sale italiane a partire dal 20 agosto 1982.